# Габизон, Рут
Рут Габизон (Гавизон, ивр. רות גביזון‎; 28 марта 1945, Иерусалим, Подмандатная Палестина — 15 августа 2020) — израильская правозащитница, юрист и правовед. Профессор права в Еврейском университете Иерусалима, член научного совета Израильского института демократии. Специализировалась в исследовании таких предметов, как этнические конфликты, защита меньшинств и прав человека, политическая теория, религия и политика, Израиль как еврейское и демократическое государство.
Р. Габизон была одним из основателей Ассоциации гражданских прав в Израиле (ACRI), в течение многих лет была одним из её руководителей и президентом Ассоциации с 1996 по 1999 гг. С 1997 года, она — член Международной комиссии юристов.
Участвовала в работе ряда государственных и общественных комиссий, в том числе — комиссии Винограда по расследованию обстоятельств Второй ливанской войны (2006).

## Биография, образование
Рут Габизон родилась 28 марта 1945 года в Иерусалиме (подмандатная Палестина). Родители Рут также родились в Иерусалиме. Её отец Моше Габизон (род. в 1910 году) работал в электрической компании, мать Регина (род. в 1912 году) растила трёх их дочерей.
Рут окончила еврейскую реальную школу в Хайфе, служила в Армии обороны Израиля. В 1969 году она окончила с отличием юридическую школу Еврейского университета в Иерусалиме, получив степень бакалавра права.

## Профессиональная и общественная деятельность
С 1970 года она работала помощником Беньямина Халеви, судьи Верховного суда Израиля (БАГАЦ). В 1971 году была принята в Израильскую коллегию адвокатов.
Без отрыва от работы Габизон получила степени бакалавра философии и экономики, а в 1971 году — магистра права с отличием в Еврейском университете, после чего перешла на работу в юридической фирме. В 1975 году защитила докторскую диссертацию в Оксфордском университете по теме защиты прав личности.
Свою преподавательскую деятельность Габизон начала в 1969 году в Еврейском университете, там же с 1984 года руководила Центром прав человека Хаима Коэна, с 1990 года — профессора права Еврейского университета.
Кроме того, она работала в качестве приглашённого профессора в юридической школе Йельского университета (1978—1980 гг.) и в Университете южной Калифорнии в Лос-Анджелесе (1990—1991 гг.). С 1998 по 1999 гг. работала научным сотрудником в Центре прав человека Принстонского университета.

## Научная и общественная деятельность
- 1970-е—1999 : была одним из основателей Ассоциации гражданских прав в Израиле, в течение многих лет была одним из её руководителей, с 1996 по 1999 гг. президентом Ассоциации.
- 1983—1990 : исследователь в Институте Ван Леера (Иерусалим)[англ.]
- 1993—1998 : сотрудник и одна из руководителей Института изучения Израиля (Иерусалим)[англ.]
- с 1994 : сотрудник и член научного совета международного центра в «Мишкенот Шаананим»)[англ.] (Иерусалим)[2]
- с 1997 : член Международной комиссии юристов.
- 1997—2003 : один из ведущих сотрудников Израильского института демократии (IDI), где была руководителем программы изучения трёх основных противоречий в израильском обществе: между религиозным и светским секторами, социоэкономического и между евреями и арабами.[3][4]
- с 2001 : член Совета «Яхад» («Вместе») по сотрудничеству религиозного и светского секторов израильского общества.
- 1999—2002 : совместная с равом Яаковом Меданом[англ.] (Йешива «Хар Эцион» в Гуш-Эционе) работа по достижению взаимопонимания между религиозными и светскими евреями в Израиле, закончившаяся заключением «Соглашений Габизон-Медан».[5]
- 2002 : руководитель рабочей группы по еврейской идентификации в Центре Розена (Бар-Иланский университет)
- с 2005 : основатель Центра «Мецила»[ивр.] (сионистское и еврейское мышление как либеральное и гуманистическое мышление)[6]

## Участие в работе комиссий
- с 1983 : член парламентской ассоциации Израиля
- 1976 : комиссия Кахана по защите частной жизни (результат: соответствующий закон 1981 года).
- 1983 : комиссия по защите личной информации в правительственных базах данных (подано дополнение к Закону 1981 года)
- 1987—1990 : общественный комитет по взаимоотношениям между ортодоксальным и светским секторами в Израиле
- 1994—1997 : национальная комиссия по развитию научной и технологической инфраструктуры
- 1996—1997 : комиссия Цадока по законам о СМИ
- 1997—1998 : комиссия Шамгара по назначению Юридического советника правительства и связанным с процессом назначения вопросами.
- 2006—2007 : Комиссия Винограда по расследованию обстоятельств Второй ливанской войны (2006).

## Выдвижение в БАГАЦ
В 2005 году при поддержке министра юстиции Ципи Ливни кандидатура Р. Габизон была выдвинута на должность члена Верховного суда Израиля (БАГАЦ), но не получила необходимого для назначения большинства голосов. Ряд источников, включая последующего министра юстиции Даниэля Фридмана, считает, что причиной этого стали противодействие тогдашнего состава БАГАЦа, в первую очередь, его председателя Аарона Барака, и значительные разногласия между ними и Р. Габизон о роли БАГАЦа в системе разделения властей в Израиле.
Сама профессор Габизон разделяет мнение этих источников и говорит, что противодействие её назначению было оказано в ответ на её академические исследования судебного активизма.

## Награды, признание
- 1997 — Zeltner Prize за выдающиеся работы в области права.
- 1999 — Премия коллегии адвокатов Израиля (совместно с ACRI).
- 2000 — Признание организации «Право общества знать».
- 2001 — Премия ректора Еврейского университета за достижения в науке и преподавании.
- 2001 — Премия Ави Хай[ивр.] за достижение нового соглашения между светским и религиозным секторами (совместно с равом Я. Меданом).
- 2002 — The Jerusalem Toleration Award.
- 2002 — Toleration Association Award (совместно с равом Я. Меданом).
- 2003 — премия ЭМЕТ за достижения в области права[12].
- 2003 — Почетный доктор, Jewish Theological Seminary.
- 2009 — Почетный доктор, Бар-Иланский университет[13].

В 2011 году Рут Габизон была удостоена Государственной премии Израиля в области юриспруденции.